# Фернандо Диас

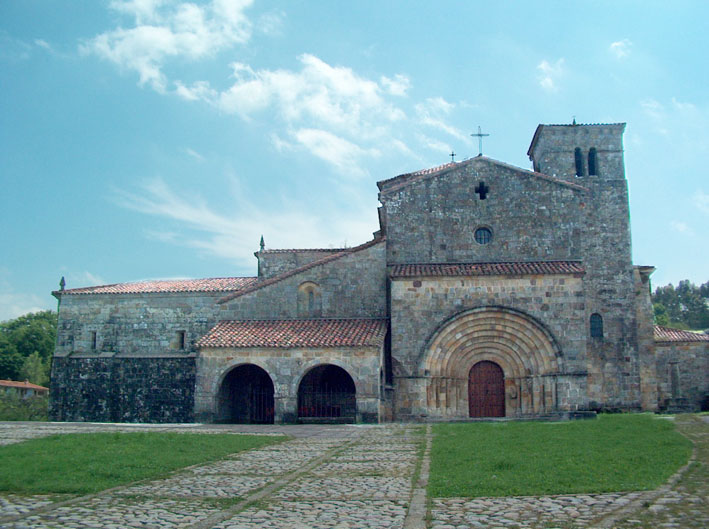
Церковь Санта-Крус-де-Кастаньеда была передана детям Фернандо их тетей Хименой Муньос, а позже передана в дар Клюнийскому аббатству

 Фернандо Диас (упоминается в 1071—1106 годах) — испанский дворянин и военачальник в Королевстве Леон, самый могущественный астурийский магнат того периода. Он занимал самый высокий титул в королевстве, графский (Latin comes), по крайней мере с 24 сентября 1089 года. Был последним графом Астурии де Овьедо, и его сменил кастелян, novus homo, возможно, в церковно-королевской попытке ограничить власть астурийской аристократии.

## Биография
Фернандо был вторым сыном Диего Фернандеса и его второй жены Кристины Фернандес, дочери Фернандо Гундемариса и внучки Гундемаро Пиньолиса. Его отец и старший брат Родриго до него тоже были графами Астурии. Его младшая сестра Химена была женой Родриго Диаса де Вивара, Эль-Сида. Первой женой Фернандо была Гото Гонсалес, старшая дочь Гонсало Сальвадореса и его первой жены Эльвиры Диас. Гото умерла в июле 1087 года, когда Фернандо, как исполнитель её завещания, сделал пожертвование монастырю Сан-Сальвадор-де-Онья о земле в Эрмосилье, унаследованной Гото от её отца и дяди Альваро Сальвадореса. К 31 июля 1096 года Фернандо был женат на Эндеркине (Henderquina) Муньос, дочери графа Мунио Гонсалеса. В качестве своего arras (особого подарка мужа жене) она получила монастырь Санта-Мария в Овьедо 17 апреля 1097 года. 20 сентября 1120 года «дети графа Фернандо и графини Леди Эндеркины» пожертвовали монастырь Санта-Крус-де-Кастаньеда Клюнийскому аббатству «за души» их деда Мунио и его жены Майор. Детей Фернандо с Эндеркиной звали Диего, Мунио, Санча, Химена, Альдонса и Мария.
Фернандо впервые упоминается в грамоте, хранящейся в монастыре Сан-Педро-де-Эслонса (исп.) и датированной 15 октября 1071 года. Существует весьма сомнительная ссылка на Фернандо с титулом графа, акт короля Альфонсо VI Храброго, датированный 8 мая 1080 года, но первое надежное упоминание о графе Фернандо датируется 1089 годом. Документ от 18 января 1086 года, сохранившийся в картулярии Сан-Висенте-де-Овьедо, является самым ранним упоминанием о его владении феодом из Астуриас-де-Овьедо, которой он владел по крайней мере до 7 февраля 1104 года. В апреле 1098 года Фернандо и Эндеркина пожертвовали монастыри Сан-Андрес-де-Агуэра и Сан-Эстебан-де-Вильяр-де-Кобос некоему священнику Хуану Пелаесу из Бельмонте-де-Миранда.
Согласно картулярию монастыря Саагун, Фернандо Диас посетил Святую Землю и Иерусалим в 1100 году. Хотя обычно это относится к паломничеству после успеха Первого крестового похода, это может указывать на то, что Фернандо был одним из немногих испанцев, участвовавших в крестовом походе. Согласно «Crónicas anónimas de Sahagún», в 1101 году король Леона Альфонсо VI получил украшенный крест из дерева Истинного Креста от византийского императора Алексия I Комнина. Король передал его в дар монастырю Саагун. Считается, что Фернандо, вероятно, привез подарок из Константинополя после своего паломничества. Около 1104 года Фернандо и Эндеркина вели тяжбы с епископом Овьедо Пелайо по поводу епископской сеньории в Астурии. Они также включали Мунио, аббата Сан-Хуан-Баутиста-де-Кориас, который ранее урегулировал разделение крепостных крестьян и недвижимость с Фернандо и Эндеркиной в 1097 и 1099 годах. В 1104 году Фернандо и Эндеркина обменяли виллу Реконко на виллу Лауреда с аббатством Кориас. Фернандо Диас не фигурирует ни в каких документах после 19 марта 1106 года, и есть предположение, что он погиб в битве при Уклесе в мае 1108 года.